# Putina (distrito)
Putina é um distrito do Peru, departamento de Puno, localizada na província de San Antonio de Putina.

## História
Em 1824 se crea o distrito da Putina.

## Alcaides
- 2011-2014: Agustin Uriel Lama Quispe.
- 2007-2010: Alex Max Sullca Cáceres.

## Festas
- Santo António de Lisboa

## Transporte
O distrito de Putina é servido pela seguinte rodovia:
- PU-112, que liga a cidade de Muñani ao distrito
- PE-34K, que liga o distrito de Potoni à cidade de Cuyocuyo
- PU-111, que liga a cidade de Cuyocuyo  ao distrito de Azángaro
- PE-34H, que liga o distrito de San Pedro de Putina Punco (e a Fronteira Bolívia-Peru, Parque Nacional Madidi) à cidade de Juliaca[1][2][3]